# Giải bóng đá Ngoại hạng Anh 1992–93
Giải bóng đá Ngoại hạng Anh mùa giải 1992-93 là mùa giải đầu tiên của Giải bóng đá Ngoại hạng Anh, thay thế giải đấu Giải hạng nhất Anh. Mùa giải bắt đầu vào ngày 15 tháng 8 năm 1992 và kết thúc vào ngày 11 tháng 5 năm 1993 với sự góp mặt của 22 đội bóng chuyên nghiệp. Giải đấu bán bản quyền truyền hình với giá 305 triệu USD với hai hãng truyền hình British Sky Broadcasting (BSkyB) và BBC.

## Danh sách các đội bóng tham dự
Đây là giải đấu bóng đá cao nhất nước Anh bao gồm 22 đội tham dự, mỗi đội thi đấu với đội khác hai lần trên sân nhà và sân khách trong tổng số 42 trận. Đội vô địch là đội có điểm số cao nhất và có ba đội bóng xuống hạng.
(Cập nhật Ngày 9 tháng 5 năm 1993)
| Đội bóng            | Huấn luyện viên             | Đội trưởng       | Nhà sản xuất áo đấu                           | Nhà tài trợ áo đấu                       |
| ------------------- | --------------------------- | ---------------- | --------------------------------------------- | ---------------------------------------- |
| Arsenal             | George Graham               | Tony Adams       | Adidas                                        | JVC                                      |
| Aston Villa         | Ron Atkinson                | Kevin Richardson | Umbro                                         | Mita Copiers                             |
| Blackburn Rovers    | Kenny Dalglish              | Tim Sherwood     | Asics                                         | McEwan's Lager                           |
| Chelsea             | David Webb                  | Andy Townsend    | Umbro                                         | Commodore International                  |
| Coventry City       | Bobby Gould                 | Brian Borrows    | Ribero                                        | Peugeot                                  |
| Crystal Palace      | Steve Coppell               | Geoff Thomas     | Bukta (cho đến tháng 12) Ribero (từ tháng 12) | Tulip Computers NV                       |
| Everton             | Howard Kendall              | Dave Watson      | Umbro                                         | NEC                                      |
| Ipswich Town        | John Lyall                  | John Wark        | Umbro                                         | Fisons                                   |
| Leeds United        | Howard Wilkinson            | Gordon Strachan  | Admiral                                       | Admiral                                  |
| Liverpool           | Graeme Souness              | Mark Wright      | Adidas                                        | Carlsberg                                |
| Manchester City     | Peter Reid                  | Terry Phelan     | Umbro                                         | Brother Industries                       |
| Manchester United   | Alex Ferguson               | Bryan Robson     | Umbro                                         | Sharp                                    |
| Middlesbrough       | Lennie Lawrence             | Alan Kernaghan   | Admiral                                       | Imperial Chemical Industries             |
| Norwich City        | Mike Walker                 | Ian Butterworth  | Ribero                                        | Norwich and Peterborough                 |
| Nottingham Forest   | Brian Clough                | Stuart Pearce    | Umbro                                         | Shipstones (sân nhà) Labatts (sân khách) |
| Oldham Athletic     | Joe Royle                   | Mike Milligan    | Umbro                                         | JD Sports                                |
| Queens Park Rangers | Gerry Francis               | Alan McDonald    | Brooks Running                                | Classic FM                               |
| Sheffield United    | Dave Bassett                | Brian Gayle      | Umbro                                         | Laver                                    |
| Sheffield Wednesday | Trevor Francis              | Nigel Pearson    | Umbro                                         | Sanderson                                |
| Southampton         | Ian Branfoot                | Matt Le Tissier  | Admiral                                       | Draper Tools                             |
| Tottenham Hotspur   | Doug Livermore Ray Clemence | Gary Mabbutt     | Umbro                                         | Holsten                                  |
| Wimbledon           | Joe Kinnear                 | John Scales      | Admiral                                       | không có nhà tài trợ                     |

## Bảng xếp hạng
| XH | Đội                   | Tr | T  | H  | T  | BT | BB | HS  | Đ  | Lên hay xuống hạng                                   |
| -- | --------------------- | -- | -- | -- | -- | -- | -- | --- | -- | ---------------------------------------------------- |
| 1  | Manchester United (C) | 42 | 24 | 12 | 6  | 67 | 31 | +36 | 84 | Vòng 1 UEFA Champions League 1993–94                 |
| 2  | Aston Villa           | 42 | 21 | 11 | 10 | 57 | 40 | +17 | 74 | Vòng 1 UEFA Cup 1993–94                              |
| 3  | Norwich City          | 42 | 21 | 9  | 12 | 61 | 65 | −4  | 72 | Vòng 1 UEFA Cup 1993–94                              |
| 4  | Blackburn Rovers      | 42 | 20 | 11 | 11 | 68 | 46 | +22 | 71 |                                                      |
| 5  | Queens Park Rangers   | 42 | 17 | 12 | 13 | 63 | 55 | +8  | 63 |                                                      |
| 6  | Liverpool             | 42 | 16 | 11 | 15 | 62 | 55 | +7  | 59 |                                                      |
| 7  | Sheffield Wednesday   | 42 | 15 | 14 | 13 | 55 | 51 | +4  | 59 |                                                      |
| 8  | Tottenham Hotspur     | 42 | 16 | 11 | 15 | 60 | 66 | −6  | 59 |                                                      |
| 9  | Manchester City       | 42 | 15 | 12 | 15 | 56 | 51 | +5  | 57 |                                                      |
| 10 | Arsenal               | 42 | 15 | 11 | 16 | 40 | 38 | +2  | 56 | Vòng 1 European Cup Winners' Cup 1993–94 1           |
| 11 | Chelsea               | 42 | 14 | 14 | 14 | 51 | 54 | −3  | 56 |                                                      |
| 12 | Wimbledon             | 42 | 14 | 12 | 16 | 56 | 55 | +1  | 54 |                                                      |
| 13 | Everton               | 42 | 15 | 8  | 19 | 53 | 55 | −2  | 53 |                                                      |
| 14 | Sheffield United      | 42 | 14 | 10 | 18 | 54 | 53 | +1  | 52 |                                                      |
| 15 | Coventry City         | 42 | 13 | 13 | 16 | 52 | 57 | −5  | 52 |                                                      |
| 16 | Ipswich Town          | 42 | 12 | 16 | 14 | 50 | 55 | −5  | 52 |                                                      |
| 17 | Leeds United          | 42 | 12 | 15 | 15 | 57 | 62 | −5  | 51 |                                                      |
| 18 | Southampton           | 42 | 13 | 11 | 18 | 54 | 61 | −7  | 50 |                                                      |
| 19 | Oldham Athletic       | 42 | 13 | 10 | 19 | 63 | 74 | −11 | 49 |                                                      |
| 20 | Crystal Palace (R)    | 42 | 11 | 16 | 15 | 48 | 61 | −13 | 49 | Xuống chơi tại1993–94 Football League First Division |
| 21 | Middlesbrough (R)     | 42 | 11 | 11 | 20 | 54 | 75 | −21 | 44 | Xuống chơi tại1993–94 Football League First Division |
| 22 | Nottingham Forest (R) | 42 | 10 | 10 | 22 | 41 | 62 | −21 | 40 | Xuống chơi tại1993–94 Football League First Division |

Cập nhật đến ngày 11 tháng 5 năm 1993
Nguồn: Soccerbase
Quy tắc xếp hạng: 1. Điểm; 2. Hiệu số bàn thắng; 3. Số bàn thắng.
1Arsenal vô địch FA Cup.
(VĐ) = Vô địch; (XH) = Xuống hạng; (LH) = Lên hạng; (O) = Thắng trận Play-off; (A) = Lọt vào vòng sau. 
Chỉ được áp dụng khi mùa giải chưa kết thúc: 
(Q) = Lọt vào vòng đấu cụ thể của giải đấu đã nêu; (TQ) = Giành vé dự giải đấu, nhưng chưa tới vòng đấu đã nêu.

## Kết quả chi tiết
| S.nhà ╲ S.khách     | ARS | AST | BLB | CHE | COV | CPA | EVE | IPS | LEE | LIV | MCI | MUN | MID | NOR | NOT | OLD | QPR | SHU | SHW | SOT | TOT | WDN |
| Arsenal             |     | 0–1 | 0–1 | 2–1 | 3–0 | 3–0 | 2–0 | 0–0 | 0–0 | 0–1 | 1–0 | 0–1 | 1–1 | 2–4 | 1–1 | 2–0 | 0–0 | 1–1 | 2–1 | 4–3 | 1–3 | 0–1 |
| Aston Villa         | 1–0 |     | 0–0 | 1–3 | 0–0 | 3–0 | 2–1 | 2–0 | 1–1 | 4–2 | 3–1 | 1–0 | 5–1 | 2–3 | 2–1 | 0–1 | 2–0 | 3–1 | 2–0 | 1–1 | 0–0 | 1–0 |
| Blackburn Rovers    | 1–0 | 3–0 |     | 2–0 | 2–5 | 1–2 | 2–3 | 2–1 | 3–1 | 4–1 | 1–0 | 0–0 | 1–1 | 7–1 | 4–1 | 2–0 | 1–0 | 1–0 | 1–0 | 0–0 | 0–2 | 0–0 |
| Chelsea             | 1–0 | 0–1 | 0–0 |     | 2–1 | 3–1 | 2–1 | 2–1 | 1–0 | 0–0 | 2–4 | 1–1 | 4–0 | 2–3 | 0–0 | 1–1 | 1–0 | 1–2 | 0–2 | 1–1 | 1–1 | 4–2 |
| Coventry City       | 0–2 | 3–0 | 0–2 | 1–2 |     | 2–2 | 0–1 | 2–2 | 3–3 | 5–1 | 2–3 | 0–1 | 2–1 | 1–1 | 0–1 | 3–0 | 0–1 | 1–3 | 1–0 | 2–0 | 1–0 | 0–2 |
| Crystal Palace      | 1–2 | 1–0 | 3–3 | 1–1 | 0–0 |     | 0–2 | 3–1 | 1–0 | 1–1 | 0–0 | 0–2 | 4–1 | 1–2 | 1–1 | 2–2 | 1–1 | 2–0 | 1–1 | 1–2 | 1–3 | 2–0 |
| Everton             | 0–0 | 1–0 | 2–1 | 0–1 | 1–1 | 0–2 |     | 3–0 | 2–0 | 2–1 | 1–3 | 0–2 | 2–2 | 0–1 | 3–0 | 2–2 | 3–5 | 0–2 | 1–1 | 2–1 | 1–2 | 0–0 |
| Ipswich Town        | 1–2 | 1–1 | 2–1 | 1–1 | 0–0 | 2–2 | 1–0 |     | 4–2 | 2–2 | 3–1 | 2–1 | 0–1 | 3–1 | 2–1 | 1–2 | 1–1 | 0–0 | 0–1 | 0–0 | 1–1 | 2–1 |
| Leeds United        | 3–0 | 1–1 | 5–2 | 1–1 | 2–2 | 0–0 | 2–0 | 1–0 |     | 2–2 | 1–0 | 0–0 | 3–0 | 0–0 | 1–4 | 2–0 | 1–1 | 3–1 | 3–1 | 2–1 | 5–0 | 2–1 |
| Liverpool           | 0–2 | 1–2 | 2–1 | 2–1 | 4–0 | 5–0 | 1–0 | 0–0 | 2–0 |     | 1–1 | 1–2 | 4–1 | 4–1 | 0–0 | 1–0 | 1–0 | 2–1 | 1–0 | 1–1 | 6–2 | 2–3 |
| Manchester City     | 0–1 | 1–1 | 3–2 | 0–1 | 1–0 | 0–0 | 2–5 | 3–1 | 4–0 | 1–1 |     | 1–1 | 0–1 | 3–1 | 2–2 | 3–3 | 1–1 | 2–0 | 1–2 | 1–0 | 0–1 | 1–1 |
| Manchester United   | 0–0 | 1–1 | 3–1 | 3–0 | 5–0 | 1–0 | 0–3 | 1–1 | 2–0 | 2–2 | 2–1 |     | 3–0 | 1–0 | 2–0 | 3–0 | 0–0 | 2–1 | 2–1 | 2–1 | 4–1 | 0–1 |
| Middlesbrough       | 1–0 | 2–3 | 3–2 | 0–0 | 0–2 | 0–1 | 1–2 | 2–2 | 4–1 | 1–2 | 2–0 | 1–1 |     | 3–3 | 1–2 | 2–3 | 0–1 | 2–0 | 1–1 | 2–1 | 3–0 | 2–0 |
| Norwich City        | 1–1 | 1–0 | 0–0 | 2–1 | 1–1 | 4–2 | 1–1 | 0–2 | 4–2 | 1–0 | 2–1 | 1–3 | 1–1 |     | 3–1 | 1–0 | 2–1 | 2–1 | 1–0 | 1–0 | 0–0 | 2–1 |
| Nottingham Forest   | 0–1 | 0–1 | 1–3 | 3–0 | 1–1 | 1–1 | 0–1 | 0–1 | 1–1 | 1–0 | 0–2 | 0–2 | 1–0 | 0–3 |     | 2–0 | 1–0 | 0–2 | 1–2 | 1–2 | 2–1 | 1–1 |
| Oldham Athletic     | 0–1 | 1–1 | 0–1 | 3–1 | 0–1 | 1–1 | 1–0 | 4–2 | 2–2 | 3–2 | 0–1 | 1–0 | 4–1 | 2–3 | 5–3 |     | 2–2 | 1–1 | 1–1 | 4–3 | 2–1 | 6–2 |
| Queens Park Rangers | 0–0 | 2–1 | 0–3 | 1–1 | 2–0 | 1–3 | 4–2 | 0–0 | 2–1 | 0–1 | 1–1 | 1–3 | 3–3 | 3–1 | 4–3 | 3–2 |     | 3–2 | 3–1 | 3–1 | 4–1 | 1–2 |
| Sheffield United    | 1–1 | 0–2 | 1–3 | 4–2 | 1–1 | 0–1 | 1–0 | 3–0 | 2–1 | 1–0 | 1–1 | 2–1 | 2–0 | 0–1 | 0–0 | 2–0 | 1–2 |     | 1–1 | 2–0 | 6–0 | 2–2 |
| Sheffield Wednesday | 1–0 | 1–2 | 0–0 | 3–3 | 1–2 | 2–1 | 3–1 | 1–1 | 1–1 | 1–1 | 0–3 | 3–3 | 2–3 | 1–0 | 2–0 | 2–1 | 1–0 | 1–1 |     | 5–2 | 2–0 | 1–1 |
| Southampton         | 2–0 | 2–0 | 1–1 | 1–0 | 2–2 | 1–0 | 0–0 | 4–3 | 1–1 | 2–1 | 0–1 | 0–1 | 2–1 | 3–0 | 1–2 | 1–0 | 1–2 | 3–2 | 1–2 |     | 0–0 | 2–2 |
| Tottenham Hotspur   | 1–0 | 0–0 | 1–2 | 1–2 | 0–2 | 2–2 | 2–1 | 0–2 | 4–0 | 2–0 | 3–1 | 1–1 | 2–2 | 5–1 | 2–1 | 4–1 | 3–2 | 2–0 | 0–2 | 4–2 |     | 1–1 |
| Wimbledon           | 3–2 | 2–3 | 1–1 | 0–0 | 1–2 | 4–0 | 1–3 | 0–1 | 1–0 | 2–0 | 0–1 | 1–2 | 2–0 | 3–0 | 1–0 | 5–2 | 0–2 | 2–0 | 1–1 | 1–2 | 1–1 |     |

Nguồn: 
1 ^ Đội chủ nhà được liệt kê ở cột bên tay trái.
Màu sắc: Xanh = Chủ nhà thắng; Vàng = Hòa; Đỏ = Đội khách thắng.

## Vua phá lưới

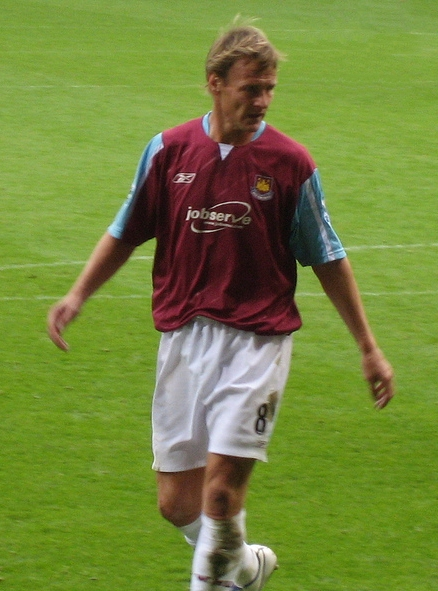
Teddy Sheringham là vua phá lưới giải đấu Ngoại hạng Anh mùa giải 1992-1993

Vua phá lưới của Giải Ngoại hạng Anh mùa giải 1992-93 đó là cầu thủ Teddy Sheringham, ông đã ghi 21 bàn cho đội Nottingham Forest trước khi chuyển sang chơi cho Tottenham Hotspur và ghi thêm 1 bàn nữa.
| Thứ hạng | Cầu thủ            | Câu lạc bộ                          | Số bàn thắng |
| -------- | ------------------ | ----------------------------------- | ------------ |
| 1        | Teddy Sheringham   | Nottingham Forest Tottenham Hotspur | 22           |
| 2        | Les Ferdinand      | Queens Park Rangers                 | 20           |
| 3        | Dean Holdsworth    | Wimbledon                           | 19           |
| 4        | Micky Quinn        | Coventry City                       | 17           |
| 5        | Alan Shearer       | Blackburn Rovers                    | 16           |
| 5        | David White        | Manchester City                     | 16           |
| 7        | Chris Armstrong    | Crystal Palace                      | 15           |
| 7        | Eric Cantona       | Leeds United Manchester United      | 15           |
| 7        | Brian Deane        | Sheffield United                    | 15           |
| 7        | Mark Hughes        | Manchester United                   | 15           |
| 7        | Matthew Le Tissier | Southampton                         | 15           |
| 7        | Mark Robins        | Norwich City                        | 15           |
| 7        | Paul Wilkinson     | Middlesbrough                       | 15           |
| 7        | Ian Wright         | Arsenal                             | 15           |

## Cầu thủ lập hat-trick
| Cầu thủ             | Câu lạc bộ          | Đối thủ           | Kết quả                                                  | Ngày                 |
| ------------------- | ------------------- | ----------------- | -------------------------------------------------------- | -------------------- |
| Eric Cantona        | Leeds United        | Tottenham Hotspur | 5–0                                                      | 25 tháng 8 năm 1992  |
| Mark Robins         | Norwich City        | Oldham Athletic   | 3–2                                                      | 8 tháng 11 năm 1992  |
| John Hendrie        | Middlesbrough       | Blackburn Rovers  | 3–2                                                      | 5 tháng 12 năm 1992  |
| Andy Sinton         | Queens Park Rangers | Everton           | 4–2                                                      | 28 tháng 12 năm 1992 |
| Brian Deane         | Sheffield United    | Ipswich Town      | 3–0                                                      | 16 tháng 1 năm 1993  |
| Teddy Sheringham    | Tottenham Hotspur   | Ipswich Town      | 4–0                                                      | 20 tháng 2 năm 1993  |
| Gordon Strachan     | Leeds United        | Blackburn Rovers  | 5–2                                                      | 10 tháng 4 năm 1993  |
| Les Ferdinand       | Queens Park Rangers | Nottingham Forest | 4–3 Lưu trữ ngày 16 tháng 2 năm 2015 tại Wayback Machine | 10 tháng 4 năm 1993  |
| Chris Bart-Williams | Sheffield Wednesday | Southampton       | 5–2                                                      | 12 tháng 4 năm 1993  |
| Les Ferdinand       | Queens Park Rangers | Everton           | 5–3                                                      | 12 tháng 4 năm 1993  |
| Chris Sutton        | Norwich City        | Leeds United      | 4–2                                                      | 14 tháng 4 năm 1993  |
| Mark Walters        | Liverpool           | Coventry City     | 4–0                                                      | 17 tháng 4 năm 1993  |
| Rod Wallace         | Leeds United        | Coventry City     | 3–3                                                      | 8 tháng 5 năm 1993   |
| Matthew Le Tissier  | Southampton         | Oldham Athletic   | 4–3                                                      | 8 tháng 5 năm 1993   |

## Top kiến tạo
| TT | Cầu thủ          | Câu lạc bộ                     | Số kiến tạo |
| -- | ---------------- | ------------------------------ | ----------- |
| 1  | Eric Cantona     | Leeds United Manchester United | 16          |
| 2  | Darren Anderton  | Tottenham Hotspur              | 11          |
| 2  | Matt Le Tissier  | Southampton                    | 11          |
| 2  | Niall Quinn      | Manchester City                | 11          |
| 5  | Brian Deane      | Sheffield United               | 10          |
| 5  | Jason Wilcox     | Blackburn Rovers               | 10          |
| 7  | Jason Dozzell    | Ipswich Town                   | 9           |
| 7  | Rick Holden      | Manchester City                | 9           |
| 7  | Lee Sharpe       | Manchester United              | 9           |
| 7  | Teddy Sheringham | Tottenham Hotspur              | 9           |
| 7  | Andy Sinton      | Queens Park Rangers            | 9           |
| 7  | Ian Woan         | Nottingham Forest              | 9           |